# Claude Rich
Claude Rich (n. 8 februarie 1929, Strasbourg, Franța – d. 20 iulie 2017, Orgeval, Île-de-France, Franța) a fost un actor francez.
El a primit, printre altele, două premii César: cel pentru cel mai bun actor în 1993 pentru filmul Le Souper, iar ulterior a fost recompensat cu un César onorific în 2002.

## Biografie

### Copilărie, școlarizare și începuturi
Claude Rich a petrecut primii săi ani de viață la Strasbourg, până în 1935, când s-a mutat împreună cu mama sa și cei trei frați și surori la Paris, pe bulevardul Saint-Michel nr. 95, după moartea tatălui său, inginer de profesie, care a fost răpus de gripă la vârsta de 40 de ani. Mama sa spera că va deveni preot, iar deși Claude nu a ales calea preoției, ea nu i-a purtat ranchiună. Fiind o femeie care visase la rândul ei să devină sculptoriță, ea l-a sprijinit mult în dorința sa de a deveni actor. Credința mamei sale și-a lăsat însă amprenta asupra lui, iar, fiind de origine alsaciană prin tată și bordeleză prin mamă, Claude se definea ca un „creștin-alsacian”.
În timpul celui de-Al Doilea Război Mondial, în jurul anilor 1943-1944, Claude Rich a locuit la internat în Neauphle-le-Vieux, la École du Gai Savoir a lui Michel Bouts, unde s-a născut pasiunea sa pentru teatru. În timp ce fratele său era înrolat în Armata I a lui de Lattre, Claude Rich a asistat la Eliberarea Parisului.

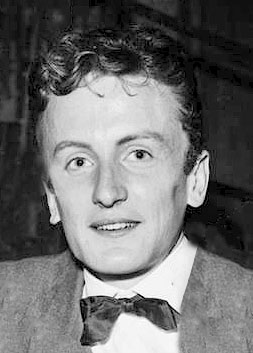
Actorul în 1953, la absolvirea Conservatorului.

El a început să lucreze ca angajat bancar, urmând în paralel cursurile Dullin, cursurile Centrului de Artă Dramatică de pe rue Blanche și fiind admis la Conservatorul Național Superior de Artă Dramatică, promoția din 1953, pe care a finalizat-o cu premiul al doilea (în acel an, nu s-a acordat niciun premiu întâi). Acolo a legat prietenii strânse cu mai mulți colegi care aveau să devină actori celebri: Jean Rochefort, Jean-Paul Belmondo, Jean-Pierre Marielle, Bruno Cremer. Împreună, aceștia au format ceea ce a fost numit „banda Conservatorului”.

### Carieră
Claude Rich a debutat pe scena teatrului Renaissance și a jucat în filmul Marile manevre (Les Grandes Manœuvres) regizat de René Clair, ceea ce i-a lansat cariera cinematografică în 1955.

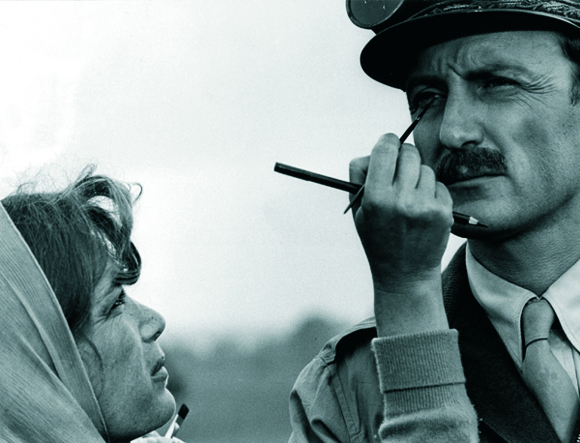
Claude Rich în timpul filmărilor pentru Arde Parisul? în 1965.

El a interpretat frecvent roluri secundare de tânăr seducător în anii 1960, remarcându-se în special alături de Lino Ventura în Les Tontons flingueurs (1963) al lui Georges Lautner sau de Louis de Funès în Oscar (1967). În 1968, Alain Resnais i-a oferit unul dintre cele mai importante roluri din cariera sa în filmul de science-fiction Je t'aime, je t'aime, unde a jucat un bărbat care călătorește în trecutul său după o tentativă de sinucidere. Regizorul l-a ales pentru timbrul său vocal, pe care îl aprecia în mod deosebit.
În deceniile 1970 și 1980, Claude Rich s-a întors la prima sa pasiune, teatrul, remarcându-se în special în piesa Hadrien VII, pentru care a fost recompensat cu Premiul Sindicatului Criticii. De asemenea, a avut un rol notabil la Comédie-Française, interpretând personajul principal din Lorenzaccio de Alfred de Musset, în regia lui Franco Zeffirelli (1976). Această revenire la teatru nu l-a împiedicat să apară și pe marele ecran în numeroase filme, printre care La Femme de Jean (1974), într-un rol atipic, Adieu poulet (1975), Le Crabe-Tambour (1977) și La Guerre des polices (1979).
În 1989, Claude Rich l-a interpretat pe Talleyrand în piesa Le Souper a lui Jean-Claude Brisville, alături de Claude Brasseur. Adaptarea cinematografică a acestei piese i-a permis să revină în forță pe marele ecran în 1992. Interpretarea sa remarcabilă i-a adus Premiul César pentru cel mai bun actor în 1993.

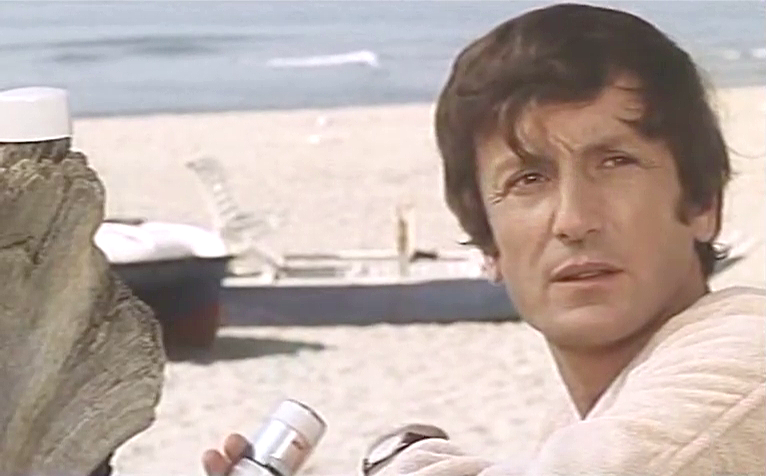
Claude Rich în timpul filmărilor unui film italian în 1970.

Pentru televiziune, Claude Rich a apărut rar: sub falsa aparență a unui diplomat american căsătorit cu Claude Jade, dar în secret un agent secret, în serialul Le grand secret (1989); în La Vérité en face (1993), a jucat alături de Danielle Darrieux rolul unui fost membru al Rezistenței, suspectat că a cedat sub tortură; rolul său de Léon Blum în Thérèse et Léon de Claude Goretta, alături de Dominique Labourier; fără a uita portretul unui psihiatru celebru, profesorul Silberstein, alături de Maruschka Detmers în Clarissa de Jacques Deray.
El colaborează la numeroase filme istorice, printre care Colonelul Chabert (Le Colonel Chabert, 1994), La Fille de d'Artagnan (1994), rol pentru care a fost nominalizat la César pentru cel mai bun actor în rol secundar, Le Bel Été 1914 (1996) și Căpitanul Conan (Capitaine Conan, 1996).
La Berlinala din 1996 a fost membru al juriului.
Nu evită nici producțiile destinate unui public mai larg, remarcându-se în comedii precum La Bûche (1999), care îi aduce o nouă nominalizare la César pentru cel mai bun actor în rol secundar, sau Astérix și Obélix: Misiune Cleopatra (2002), unde îl interpretează pe druidul Panoramix.
Actor cu un zâmbet șiret și o voce inconfundabilă, Claude Rich își intensifică aparițiile pe marele ecran în anii 2000, remarcându-se în filme precum Le Coût de la vie (2003), Là-haut, un roi au-dessus des nuages (2004), Le Mystère de la chambre jaune (2003), Le Cou de la girafe (2004), Président (2006) și Le crime est notre affaire (2008).
A fost recompensat cu un César onorific în 2002, pentru întreaga sa carieră.

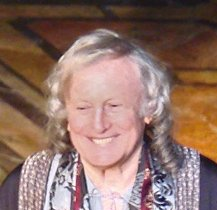
Claude Rich pe scenă în 2009, la finalul unei reprezentații a piesei Le Diable rouge.

În acest deceniu, s-a remarcat și pe micul ecran prin interpretările sale ambițioase ale unor personaje istorice, precum Galileo Galilei în Galilée ou l'Amour de Dieu, alături de prietenul său de la Conservator, Jean-Pierre Marielle, și Voltaire în Voltaire et l'Affaire Calas (2007).
A fost nominalizat din nou în 2009 la César pentru cel mai bun actor în rol secundar, datorită interpretării sale din filmul Aide-toi, le ciel t'aidera al lui François Dupeyron.
În 2012 l-a interpretat pe tatăl personajului lui Jean-Pierre Bacri, un președinte de secție al Consiliului de Stat, un om prețios și egocentric, în comedia de moravuri Cherchez Hortense. Această interpretare i-a adus o nominalizare la César pentru cel mai bun actor în rol secundar în 2013.
Dar teatrului i-a dedicat cea mai mare parte a energiei și talentului său în ultimii ani, jucând în două piese de Antoine Rault, regizate de Christophe Lidon: Le Diable Rouge (2008-2009) și L'Intrus (2011-2012).
În 2015 a apărut pentru ultima dată pe marele ecran în filmul Lady Grey al lui Alain Choquart.

### Viața personală
În 1957 a achiziționat o casă în Orgeval, în departamentul Yvelines. S-a căsătorit pe 26 iunie 1959, la Paris, cu actrița Catherine Renaudin (1932-2021). Cuplul a avut două fiice: Delphine, actriță, și Natalie Rich-Fernandez, pictoriță. De asemenea, au avut un fiu adoptiv, Rémy, înfiat după moartea tatălui său, actorul Bernard Noël.
Catolic, participa la slujba de duminică în fiecare săptămână, dar se considera un „creștin cam jalnic” și declară: „Nu sunt un foarte bun creștin. Nu îmi studiez prea mult religia, dar cred în iubirea lui Dumnezeu. Așa cum uneori nu știm de ce iubim o persoană, eu îl iubesc pe Dumnezeu. Îl vizitez în fiecare duminică. Când mi se întâmplă să spun cuiva că am de gând să merg la slujbă duminica, iar interlocutorul meu își exprimă surprinderea, îi răspund că eu sunt cel surprins că el nu merge la biserică.” A mărturisit că s-a rugat pentru a interpreta un rol într-o piesă în care să fie evocat Dumnezeu, dar nu a dorit să joace roluri militante: „Nu mă transformați într-un actor catolic. Vreau să rămân un actor care poate juca pe rând un ticălos sau un sfânt.”
În decembrie 2006 a semnat un manifest de „susținere totală” pentru papa Benedict al XVI-lea și pentru posibilitatea de a celebra liturghia tridentină, considerând „o binecuvântare diversitatea riturilor în Biserica Catolică”.

### Deces

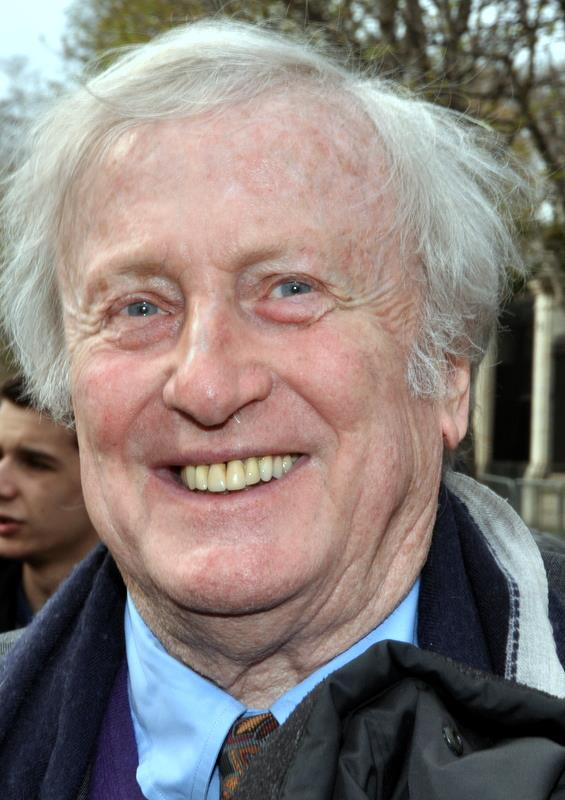
Claude Rich în 2013.

Claude Rich a murit pe 20 iulie 2017, la vârsta de 88 de ani, din cauza unui cancer, în locuința sa din regiunea pariziană. Funeraliile sale au avut loc pe 26 iulie 2017, în biserica Saint-Pierre-Saint-Paul din Orgeval, în Yvelines, unde a fost ulterior înmormântat. Ceremonia s-a desfășurat în prezența multor personalități din lumea cinematografiei și teatrului.

### Omagii
Numele său a fost atribuit unui spațiu cultural din comuna alsaciană Masevaux, inaugurat în prezența sa în 2004. În noiembrie 2022, Orgeval a inaugurat, la rândul său, un spațiu cultural care îi poartă numele.
Allée Claude-et-Catherine-Rich din arondismentul 6 al Parisului îi aduce un omagiu lui și soției sale.

## Filmografie selectivă
- 1955 Marile manevre (Les Grandes Manœuvres), regia René Clair
- 1956 C'est arrivé à Aden, regia Michel Boisrond
- 1957 La Garçonne, regia Jacqueline Audry
- 1958 Nevăzut... necunoscut (Ni vu, ni connu), regia Yves Robert

- 1960 Franțuzoaica și dragostea (La Française et l'amour), regia Michel Boisrond și Christian-Jaque
- 1961 Tot aurul din lume (Tout l'or du monde), regia René Clair
- 1962 I peccatori della foresta nera (La Chambre ardente), regia Julien Duvivier
- 1962 Cele șapte păcate capitale (Les Sept péchés capitaux), regia Philippe de Broca, Claude Chabrol
- 1962 Una ragazza a rimorchio (Les Petits matins), regia Jacqueline Audry
- 1962 Pe urmele caporalului (Le Caporal épinglé), regia Jean Renoir
- 1962 Dracul și cele 10 porunci (Le Diable et les Dix Commandements), regia Julien Duvivier
- 1962 Copacabana Palace, regia Steno
- 1963 In famiglia si spara (Les Tontons flingueurs), regia Georges Lautner
- 1964 La finestra della morte (Constance aux enfers), regia François Villiers
- 1964 Il pasto delle belve (Le Repas des fauves), regia Christian-Jaque
- 1964 Vânătoare de bărbați (La Chasse à l'homme), regia Édouard Molinaro
- 1964 Mata-Hari, agent H21 (Mata Hari, agent H21), regia Jean-Louis Richard
- 1964 Le Repas des fauves, regia Christian-Jaque : Claude
- 1965 Les Copains, regia Yves Robert : Huchon
- 1965 Aurul ducelui (L'Or du duc), regia Jacques Baratier și Bernard Toublanc-Michel : Ludovic de Talois-Minet
- 1965 Un milliard dans un billard, regia Nicolas Gessner : Bernard Noblet
- 1966 Arde Parisul? (Paris brûle-t-il ?), regia René Clément : general Leclerc / Pierre de La Fouchardière
- 1967 Steaua fără nume (Mona, l'étoile sans nom), regia Henri Colpi : profesorul
- 1967 Oscar, regia Édouard Molinaro : Christian Martin
- 1968 Mireasa era în negru (La Mariée était en noir), regia François Truffaut : Bliss
- 1968 Te iubesc, te iubesc (Je t'aime, je t'aime), regia Alain Resnais : Claude Ridder
- 1969 O văduvă de aur (Une veuve en or), regia Michel Audiard : Antoine

- 1970 Tu peux ou tu peux pas ? (Con quale amore, con quanto amore), regia Pasquale Festa Campanile : Andrea
- 1970 Le Client de la morte-saison, regia Moshé Mizrahi
- 1970 Nini Tirbușon (Ninì Tirabusciò, la donna che inventò la mossa), regia Marcello Fondato
- 1974 La Race des seigneurs, regia Pierre Granier-Deferre : Dominique
- 1974 L'Ironie du sort, regia Édouard Molinaro : Morin
- 1974 Soția lui Jean (La Femme de Jean), regia Yannick Bellon : Jean
- 1974 Stavisky, regia Alain Resnais : inspectorul Bonny
- 1975 Adio detectivule (Adieu poulet), regia Pierre Granier-Deferre : judecătorul Delmesse
- 1975 Viitor la Trousses (Le Futur aux trousses), regia Dolorès Grassian : Borel, la statisticien
- 1976 Le Crabe-Tambour, regia Pierre Schoendoerffer : Pierre, le Docteur
- 1979 La Guerre des polices, regia Robin Davis : comisarul Ballestrat

## Box-office
| Film                                 | An   | Realizator          | Spectatori |
| ------------------------------------ | ---- | ------------------- | ---------- |
| Astérix și Obélix: Misiune Cleopatra | 2002 | Alain Chabat        | 14559509   |
| Oscar                                | 1967 | Édouard Molinaro    | 6122041    |
| Marile manevre                       | 1955 | René Clair          | 5302076    |
| Numele trandafirului                 | 1986 | Jean-Jacques Annaud | 4958281    |
| Arde Parisul?                        | 1966 | René Clément        | 4946274    |
| Les Tontons flingueurs               | 1963 | Georges Lautner     | 3342393    |
| Nevăzut... necunoscut                | 1958 | Yves Robert         | 2510837    |
| Tot aurul din lume                   | 1961 | René Clair          | 2421939    |
| Pe urmele caporalului                | 1962 | Jean Renoir         | 2261671    |

## Distincții

### Premii

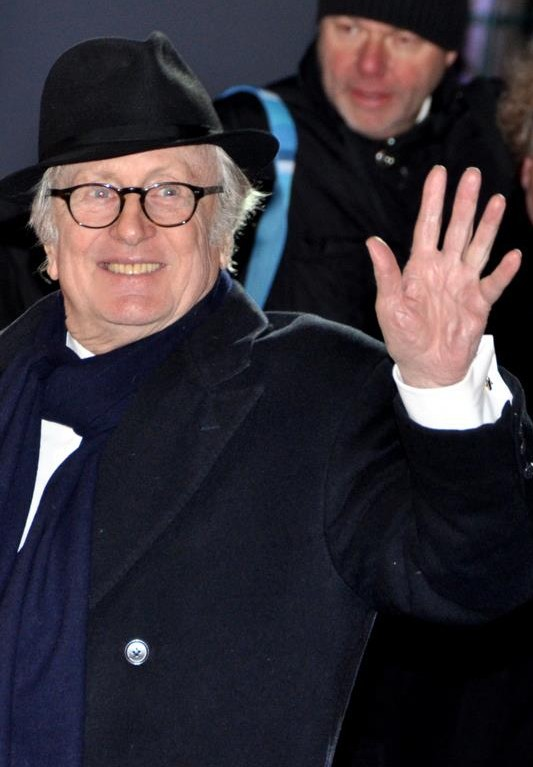
Claude Rich în 2013, la cea de-a 38-a ceremonie a premiilor César.

- Festivalul Internațional de Film de la San Sebastián 1968: Coquille d'argent pentru cel mai bun actor în Je t'aime, je t'aime
- Premiul Sindicatului Criticii 1971: Cel mai bun actor pentru Hadrien VII
- Premiul César 1993: César pentru cel mai bun actor în Le Souper
- Premiul César 2002: César onorific
- Premiul Henri-Langlois 2008: Pentru excelența alegerilor și a carierei sale cinematografice
- Premiul Brigadier 2008: Brigadier de onoare pentru Le Diable rouge și pentru întreaga sa carieră

### Nominalizări
- Molières 1987: Molière pentru cel mai bun actor în Faisons un rêve
- Molières 1990: Molière pentru cel mai bun actor în Le Souper
- Premiul César 1995: César pentru cel mai bun actor în rol secundar în La Fille de d'Artagnan
- Premiul César 2000: César pentru cel mai bun actor în rol secundar în La Bûche
- Molières 2003: Molière pentru cel mai bun actor în Les Braises
- Molières 2006: Molière pentru cel mai bun actor în Le Caïman
- Molières 2009: Molière pentru cel mai bun actor în Le Diable rouge
- Premiul César 2009: César pentru cel mai bun actor în rol secundar în Aide-toi, le ciel t'aidera
- Premiul César 2013: César pentru cel mai bun actor în rol secundar în Cherchez Hortense

### Decorații
- Ofițer al Legiunii de Onoare[29] (2003, cavaler din 1991)
- Comandor al Ordinului Național de Merit[30] (2009)